# Engelana
Engelana là một chi bướm đêm thuộc phân họ Olethreutinae, họ Tortricidae Tortricidae.

## Các loài
- Engelana anisoptera (Meyrick, 1921)